# 遠く離れて
『遠く離れて』（とおくはなれて）は、1979年（昭和53年）6月21日にリリースされた渡辺真知子の3枚目のスタジオ・アルバム。発売元はCBS・ソニー。4枚目のシングル『たとえば…たとえば』、5枚目のシングル『別れて そして』を含む全11曲を収録する。
CD盤は、1991年9月15日にCD選書として『メモリーズ』『Libra』と同時発売。2013年7月24日にBlu-spec CD2として『メモリーズ』と同時に再発売された。
アルバムジャケットの写真は、鮮やかなピンク色の背景を黄色の枠で囲み、黒いTシャツを着て微笑む渡辺の上半身を写した、明るくポップなイメージのデザインとなっている。

## 収録曲
1. 自然の中に
  - 作曲：渡辺真知子／編曲：船山基紀
2. うみなり
  - 作詞・作曲：渡辺真知子／編曲：船山基紀
  - シングル『別れて そして』カップリング曲。
  - この曲は船山が気に入っており、船山による前奏のギターのアレンジも高評価を得ていた。
3. さよならに愛をこめて
  - 作詞・作曲：渡辺真知子／編曲：船山基紀
4. 幸せラプソディー
  - 作詞・作曲：渡辺真知子／編曲：船山基紀
5. たとえば…たとえば
  - 作詞：伊藤アキラ／作曲：渡辺真知子／編曲：船山基紀
  - 4枚目のシングル。
6. 南の国の恋人達
  - 作詞・作曲：渡辺真知子／編曲：船山基紀
7. 別れて そして
  - 作詞・作曲：渡辺真知子／編曲：船山基紀
  - 5枚目のシングル。
8. 港のフェスタ
  - 作詞：伊藤アキラ／作曲：渡辺真知子／編曲：船山基紀
  - シングル『たとえば…たとえば』カップリング曲。
9. 空港
  - 作詞・作曲：渡辺真知子／編曲：船山基紀
10. 異国にて
  - 作詞・作曲：渡辺真知子／編曲：船山基紀
11. ワインとあなたと
  - 作詞・作曲：渡辺真知子／編曲：船山基紀

## バージョン
- LP - 1979年6月21日発売[1][2]。規格品番：25AH757[1]
- CD
  - CD選書 - 1991年9月15日発売[3]。規格品番：SRCL2061[1]
  - Blu-Spec CD2 - 2013年7月24日発売[2]。規格品番：MHCL-30146[1]